# Мартино (дем Локри)
 Тази статия е за селото в Гърция.  За селото в България вижте Мартино.  
Мартино (на гръцки: Μαρτίνο) е голямо и старо село в Беотия, историческа Локрида, Централна Гърция. Традиционното производство на селото е мед и вино.
Гръцката историография приема, че днешното селище е основано през 1383 г. от арванити начело с Мартин Музаки, откъдето и името на селото. Арванитите се настанили в района в резултат от завоеванията на Стефан Душан с неговото Сръбско царство и последвалото го Епирско царство начело с неговия полубрат - Симеон Синиша.
Османските регистри сочат, че през 1466 г. в Мартино има 13 домакинства, говорещи арванитика само в западната част, а през 1506 г. домакинствата са вече 46, а през 1521 г. достигат 77. Увеличаването на жителите на Мартино продължава и през 1688 г., когато домакинствата на селото са 100, докато преди гръцката завера, през 1810 г., достигат 300 – всичките християнски.
При Мартино на 29 януари 1829 г. се разразява решителна битка за независимостта на проектираното Кралство Гърция. Кавалерийски отряд начело с Васо Брайович (Васос Мавровуниотис) разбива новата османска армия, след разгонването на еничарите.